# Carlo Cordié
Carlo Cordié (Gazzada Schianno, 1910 – Firenze, 2002) è stato un critico letterario italiano, professore di lingua e letteratura francese nelle università di Messina (dal 1955 al 1958) e di Firenze (dal 1958 al 1980).

## Elenco parziale delle opere
- Nota all’„Adolphe” (1944)
- Interpretazioni di Stendhal dal Bourget ai nostri giorni (1947)
- Ideali e figure d’Europa (1954)
- Saggi e studi di letteratura francese (1957)
- Chateaubriand e altri saggi su uomini e idee dell'Ottocento francese (1959)
- Ricerche stendhaliane (1967)
- Divagazioni su Stendhal (1968)